# Jonas Ludwig von Heß
Jonas Ludwig von Heß (* 8. Juli 1756 in Stralsund; † 20. Februar 1823 in Hamburg) war ein deutscher Reiseschriftsteller, Topograf, Aufklärer und Politiker.

## Leben

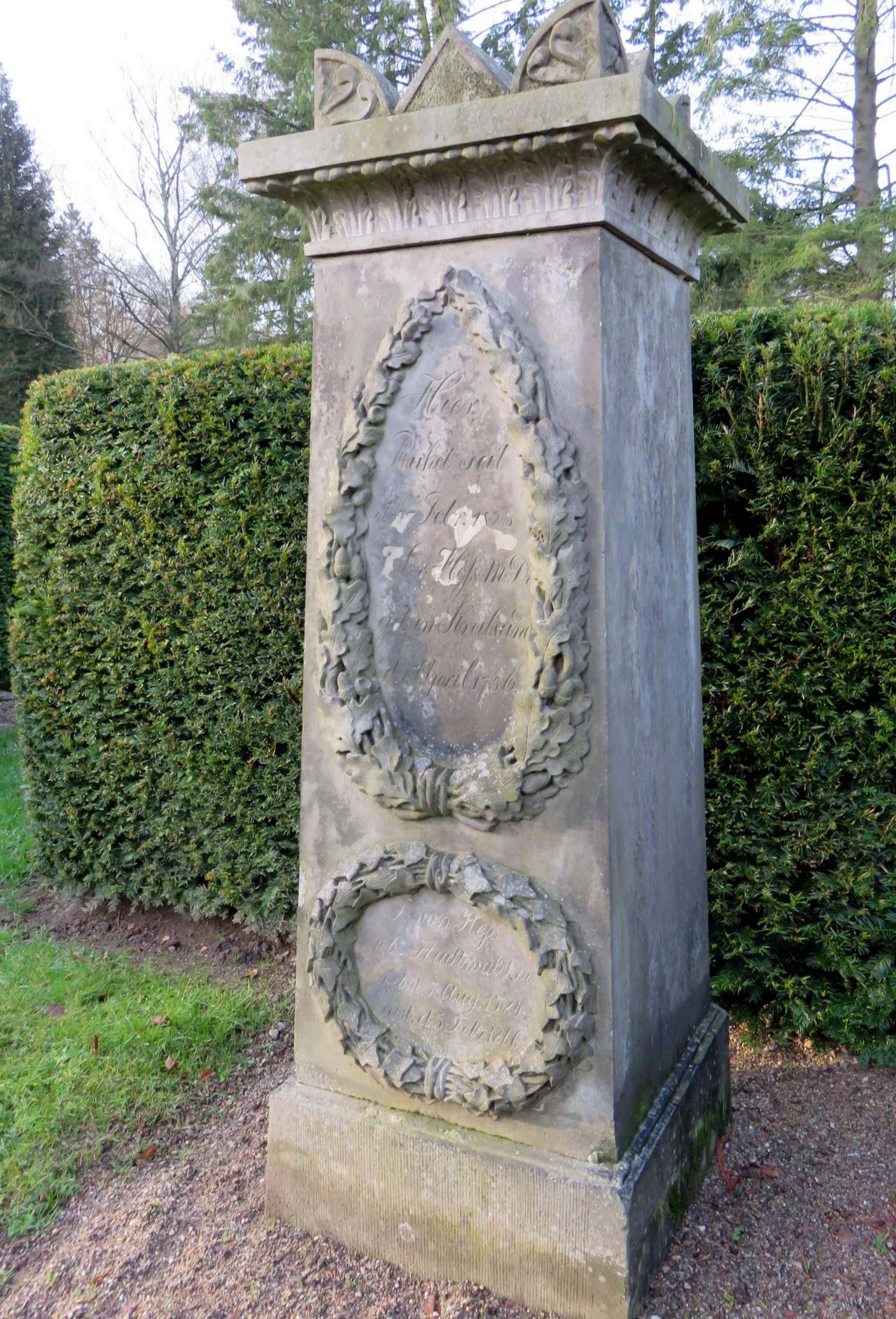
Grabstein Freilichtmuseum Heckengarten Friedhof Ohlsdorf

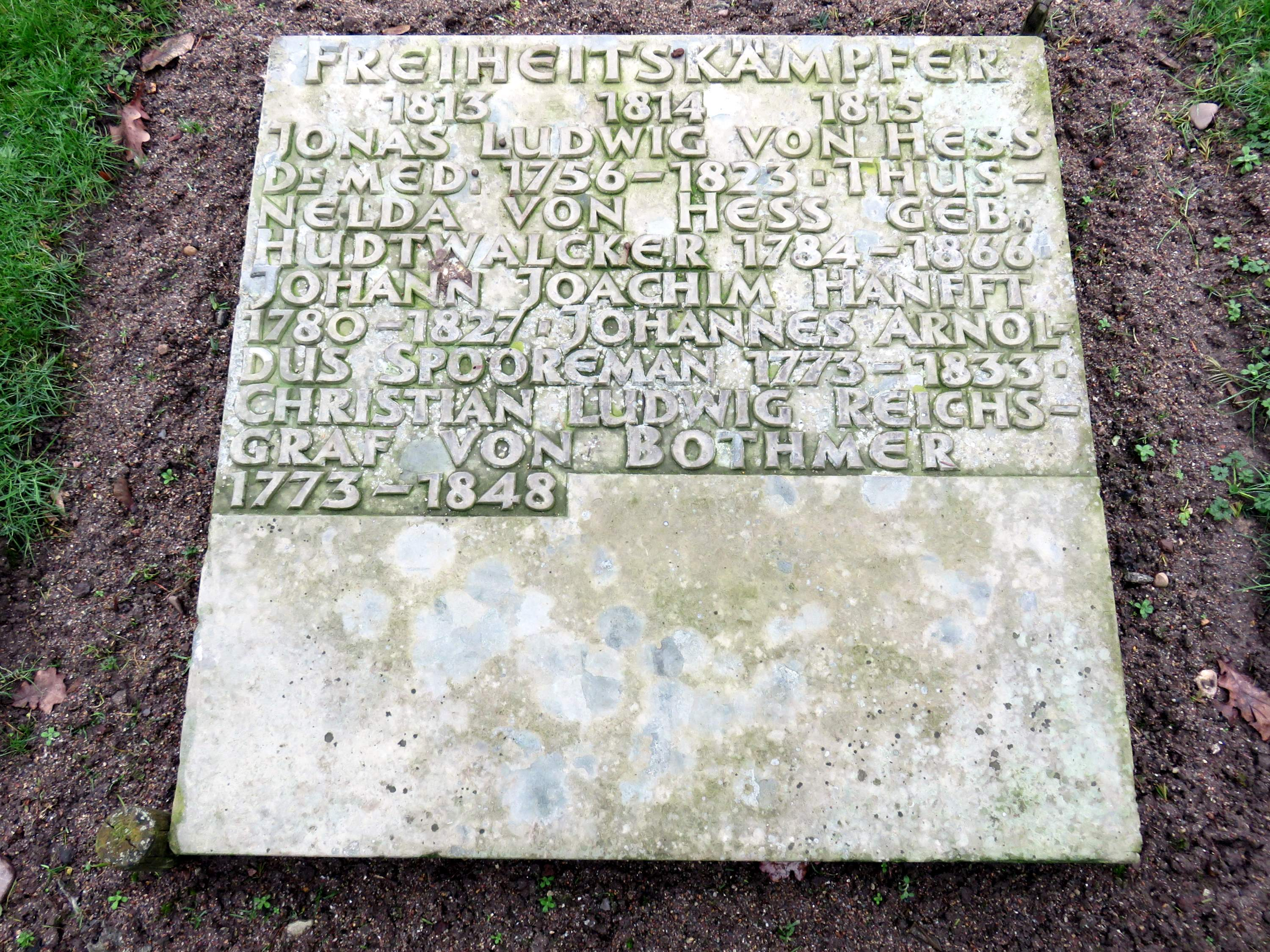
Grabmaltafel Althamburgischer Gedächtnisfriedhof Ohlsdorf

Der aus Pommern stammende, nach anderen Quellen in Stockholm geborene Sohn von Ludwig von Hess und Beata Louise von Taube kam 1780 erstmals nach Hamburg und fand schnell Anschluss an aufgeklärte Kreise und verkehrte in den Familien Sieveking und Reimarus. Er schrieb ein Opernlibretto und gab 1786–1788 eine Zeitschrift heraus, das Journal aller Journale, das Artikel aus deutschen und ausländischen Zeitschriften nachdruckte. Er setzte sich damit zum Ziel, die Kenntnisse der Öffentlichkeit zu bereichern, indem er den Austausch der Informationen insbesondere in Hamburg förderte, wo die Zeitschriften leicht in den unterschiedlichen Lesezirkeln, an der Börse und in der Commerzdeputation zugänglich waren.
In dieser Zeit veröffentlichte er auch eine dreibändige Hamburg-Topografie, die nicht nur die natürlichen, sondern auch die baulichen und sozialen Verhältnisse in der Stadt beschrieb und bis heute als eines der bedeutendsten Zeitzeugnisse gilt. Neben statistischen Studien und im engeren Sinne topographischen Informationen, enthält sie Betrachtungen zur Hamburgischen Gesellschaft (Oeketologie), zur Entwicklung der Sitten im Laufe des Jahrhunderts (Ethognomik) wie auch zum Geist der Hamburgischen Gesetze, die den Einfluss Montesquieus auf den Autor bezeugen.
Kurz vor Ausbruch der Französischen Revolution unternahm der damals dreiunddreißigjährige Heß eine lange Reise durch Süddeutschland. Die Wahl der Reiseroute – er hatte angekündigt, alle Reichsstädte beschreiben zu wollen – und die Darstellung ihrer politischen, ökonomischen und gesellschaftlichen Merkmale in seiner Reisebeschreibung können als Plädoyer für ihre Weiterexistenz gelesen werden. Offenbar befürchtete er schon damals eine Neuordnung des Heiligen Römischen Reiches auf Kosten der kleineren Staaten und Städte. Wie viele Vertreter der Aufklärung begeisterte sich Heß für die französische Revolution von 1789 im Namen von Idealen, die er in Hamburg bereits seit langem verwirklicht sah. Obwohl anfangs ein glühender Anhänger der Revolution, kritisierte er in seiner Schrift Versuche zu sehen die Terrorherrschaft ebenso wie die fanatischen Reaktionäre und plädierte dafür, in die „schlichte, ungeschmückte Bahn des Rechts und der Vernunft einzulenken“.
1800 ging Hess nach Königsberg, schrieb an der dortigen Universität in wenigen Wochen eine medizinische Doktorarbeit und kam außerdem in Kontakt zu Immanuel Kant. 1801 kehrte er nach Hamburg zurück, erwarb das Bürgerrecht und heiratete 1805 die Tochter des Senators Johann Michael Hudtwalcker. Er wurde Armenpfleger der 1788 gegründeten Allgemeinen Armenanstalt und 1805/1806 Armen-Vorsteher der Schul-Deputation des 9. Schulbezirks, der in der südlichen Neustadt im St. Michaelis-Kirchspiel gelegen war. 1806 trat er aus Protest gegen die Sparpolitik und das Scheitern seines Steuerplans zugunsten der Armen von seinen Ämtern zurück. In der 1810/11 erschienenen erweiterten Neuausgabe seiner Hamburger Topografie widmete er sich vor allem den sozialen Einrichtungen der Stadt und kritisierte die Zustände im Werk- und Zuchthaus sowie im Krankenhof.
Nach dem vorübergehenden Ende der französischen Besatzung 1813 gehörte Heß zu den Mitbegründern der Bürgergarde und wurde zu deren Kommandanten ernannt. Im Mai 1813 musste er jedoch vor der Übermacht der erneut anrückenden Franzosen kapitulieren und die Stadt fluchtartig verlassen. Er ging über Göteborg nach London, wo er erfolgreich Hilfsgelder für die gegen Frankreich kämpfende Hanseatische Legion einwarb. In England verfasste er außerdem zwei Denkschriften, in denen er sich sowohl für den Erhalt der politischen Selbständigkeit Hamburgs als auch für demokratische Reformen im Inneren einsetzte. Ab 1815 lebte er vier Jahre in Paris, um dort Entschädigungsansprüche von Hamburger Kaufleuten gegenüber dem französischen Fiskus zu vertreten. Nach seiner Rückkehr hielt er auf Anregung der Commerzdeputation öffentliche Vorlesungen zur Handelsgeschichte und -geografie, zur Schifffahrt und zum Wechselrecht.
Heß wohnte zuletzt in der ABC-Straße und wurde auf einem der Dammtorfriedhöfe beigesetzt; sein Grabstein befindet sich heute im Grabmal-Freilichtmuseum Heckengarten des Ohlsdorfer Friedhofes. Sein Name ist darüber hinaus im Bereich des dortigen Althamburgischen Gedächtnisfriedhofs auf der Sammelgrabmaltafel „Freiheitskämpfer 1813 · 1814 · 1815“ erwähnt. 1928 wurde der Von-Heß-Weg in Hamburg-Hamm nach ihm benannt.

## Werke
- Hamburg topographisch, politisch und historisch beschrieben. 3 Bde. Hamburg, auf Kosten des Verfassers, in Commißion bei B[enjamin] G[ottlob] Hoffmann, 1787, XVI + 424 S., 1789, XII + 410 S., 1792, XVI + 344 S.
- Hamburg topographisch, politisch und historisch beschrieben. Zweite Auflage, umgearbeitet und vermehrt. 3 Bde. Hamburg, auf Kosten des Verfassers, gedruckt bei J.C. Brüggemann, 1810, XIV + 504 S. (Band 1), 1811, XVI + 404 S. (Band 2) und 1811, XVI + 472 S. (Band 3)
- Durchflüge durch Deutschland, die Niederlande und Frankreich, 4 Bde., Hamburg, bei Bachmann und Grundermann, Bd. 1: 1793 (1. Bd.), 204 S., Bd. 2 : 1794 (2. Bd.), Bd. 3 : 1795, 220 S. (3. Bd.), Bd. 4 : 1797, 186 S. (4. Bd.),
- Durchflüge durch Deutschland, die Niederlande und Frankreich., Bd. 5. [= Fortgesetzte Durchflüge durch Deutschland, die Niederlande und Frankreich. Bd 1.] Hamburg, bei B[enjamin] G[ottlob] Hoffmann, 1798, 208 S. (5. Bd.)
- Fortgesetzte Durchflüge durch Deutschland, die Niederlande und Frankreich. Bd. 2 und 3. Hamburg, bei B[enjamin] G[ottlob] Hoffmann, Bd. 2 : 1798, 192 S. (6. Bd.) und Bd. 3 : 1800, 288 S. (7. Bd)
- Muss Hamburg den französischen Minister anerkennen ? Hamburg, 1796, 32 S.
- Versuche zu sehen, Hamburg, bey Benj[amin] Gottlob Hoffmann, Bd. 1 : 1797, 399 S. (Digitalisat), Bd. 2 : 1800, 496 S. (Digitalisat)
- Beiträge zur Beantwortung einer Preisfrage der Hamburgischen Gesellschaft zur Beförderung der Künste und nützlichen Gewerbe über den Einfluss der Handels-Städte auf benachbarte Staaten. Aus dem fünften Bande der Verhandlungen und Schriften der Gesellschaft abgedruckt. Hamburg, bei Carl Ernst Bohn, 1798, 100 S.
- Was darf, und was darf nicht in Hamburg geschehen ? Hamburg, auf Kosten des Verfassers, 1799, 174 S. (Digitalisat)
- Hamburgs bestes Glück nicht von Außen, von einem Hamburger. Hambourg, auf Kosten des Verfassers, im Junius 1801, 111 S.
- An das große Armen-Collegium. [Hamburg], den 19ten November 1806, 86 S.
- Exercier-Reglement für die hamburgischen Bürger-Garden zu Fuß. Hamburg, [s. n.], 1813, 20 S.
- Über den Werth und die Wichtigkeit der Freiheit der Hanse-Städte, Londen (sic), J. B. G. Vogel, 1814, VIII + 123 S.
- Agonien der Republik im Frühjahr 1813, Hamburg, auf Kosten des Verfassers, 1815, IV + 430 S. (Digitalisat)
- An das Publikum. Hamburg, auf Kosten des Verfassers, 1816, XVIII + 141 S.
- Aus Nord-Deutschland. Kein Manuscript. Hamburg, Perthes & Besser, 1821, XVI + 408 S.